# Kalixfors skjutfält
Kalixfors skjutfält är ett militärt övningsfält som är beläget cirka en mil söder om Kiruna i området mellan järnvägen (Malmbanan) och Svappavaara samt mellan Kalixälven, Kalixfors flygbas och Kuosanenvägen.

## Historik
Under slutskedet av andra världskriget var Kalixfors krigsflygfält för det tillfälliga förbandet Fjällstorkarna inom Östgöta flygflottilj (F3) på Malmen, som sattes upp med STOL-flygplanen Fieseler Storch (S14) för att undsätta norsk militärpersonal i fjällen. Därifrån användes de bland annat för att evakuerade sårade i minolyckan i Karasjok i norska Finnmark i början av maj 1943.
Fram till slutet av 1990-talet var skjutfältet och speciellt flygfältet en militär installation som var tillskriven viss sekretess, därmed hemlig. Vid Kalixfors skjutfält utbildades prickskyttar inom svenska arméns elitförband under 1980–2000. Anläggningen innehar tre stora landningsbanor, varav den största är 1 000 m lång. År 1991 anskaffades ett 11.000 hektar stort område runt krigsflygfältet. År 2018 började Fortifikationsverket investera och utveckla skjutfältet med dess läger. Skjutfältet förvaltades fram till 2000 av Lapplands jägarregemente, men från 2000 förvaltas det av Norrbottens regemente.
I Försvarsmaktens perspektivstudie 2022 föreslog överbefälhavaren inrättandet av ett detachement i Kalixfors med en förstärkt logistikresurs. Det för att trygga försörjningslinjen mellan Narvik i Norge och Kiruna i Sverige och samtidigt utveckla förutsättningarna av givande av värdlandsstöd med en utvecklad infrastruktur och logistikresurs i regionen.

## Geografi
Övnings- och skjutfält omfattar drygt 11.000 hektar, som till huvuddelen är bevuxet av fjällbjörkskog, de högsta höjderna inom skjutfältet saknar däremot träd.

## Verksamhet
Sedan 1941 har det bedrivits militär verksamhet inom området, då som krigsflygfält. År 1966 lämnade flygvapnet flygbasen och det nu utgör lägret vid skjutfältet. Den nuvarande utformningen fick skjutfält 1992 och nyttjas därefter av olika förband inom Försvarsmakten. Skjutfältet medger skjutning med skarp ammunition från flera skjutområden samtidigt.

### Kalixfors läger
I skjutfältets nordvästra del, inom det området som utgör före detta Kalixfors flygbas, ligger skjutfältets läger. Lägret utgörs av en expeditions- och skolhus, förläggningsbyggnader, förråds- och verkstadsområde samt en militärrestaurang. I samband med Kiruna stadsomvandling så kommer skjutbaneområdet vid Jägarområdet, som ligger i det så kallade Norra stråket i Kiruna, tas i anspråk av LKAB Fastigheter, för att bygga nya bostadshus. Därmed kommer Försvarsmakten verksamhet i Kiruna att flytta till Kalixfors läger. Inför flytten uppfördes under 2021 en ny drivmedelsanläggning, en övnings- och vårdhall samt tillhörande varmgarage om totalt ca.1530 m². Lägret har även varit förläggning för den frivilliga militära grundutbildning som genomförts vid Lapplandsjägargruppen. Sedan januari 2021 genomförs den första värnpliktsutbildningen vid lägret, där 29 unga män och kvinnor genomförde sin värnplikt på mellan sex och tio månader vid Norra militärregionen. Tv-underhållsprogrammet Kompani Svan använde lägret som bas under deras inspelning av programmet.